# Et voici la petite Lulu
Et voici la petite Lulu (The Little Lulu Show) est une série télévisée d'animation canadienne en 52 épisodes de 22 minutes (trois histoires de 7 minutes par épisode) créée par Marjorie Henderson Buell, produite par Cinar, diffusée aux États-Unis entre le 11 novembre 1995 et le 21 février 1999 sur HBO et à partir du 6 octobre 1996 sur le réseau CTV.
Au Québec, elle a été diffusée à partir du 6 septembre 1997 à la Télévision de Radio-Canada, en France à partir de 1999 sur La Cinquième dans Ça tourne Bromby et en Belgique, elle avait été diffusée sur Club RTL.

## Synopsis
Les aventures de Lulu, une petite fille malicieuse et débrouillarde.

## Voix québécoises
- Violette Chauveau : Lulu Moppet
- Natalie Hamel-Roy : Mme Tompkins
- Jean-Marie Moncelet : Georges Moppet
- Hubert Gagnon : Sergent McNab
- Aline Pinsonneault : Iggie / Gloria
- Johanne Garneau : Annie
- Louise Rémy : Mme Moppet
- Lisette Dufour : Willie
- Valérie Gagné : Wilbur VanSnob
- Sophie Léger : Alvin / Eddie
- Hugolin Chevrette : Tubby Tompkins

 Source et légende : version québécoise (VQ) sur Doublage.qc.ca